# Lactarius hatsudake
Lactarius hatsudake é um fungo que pertence ao gênero de cogumelos Lactarius na ordem Russulales. Encontrado na Ásia, foi descrito cientificamente por Tanaka em 1890.